# Sriram Raghavan
Sriram Raghavan (Bombay, 22 giugno 1963) è un regista e sceneggiatore indiano.

## Biografia
Nato a Bombay nel 1963, Raghavan è noto soprattutto per alcuni film thriller che hanno riscosso successo di critica e pubblico, a partire dall'esordio con Ek Hasina Thi nel 2004 fino a Andhadhun del 2018.

## Filmografia
- Ek Hasina Thi (2004)
- Johnny Gaddaar (2007)
- Agent Vinod (2012)
- Badlapur (2015)
- Andhadhun (2018)